# 艾麗西亞 (阿肯色州)
艾麗西亞（英語：Alicia）是一個位於美國阿肯色州勞倫斯縣的城鎮。

## 地理
艾麗西亞的座標為35°53′40″N 91°05′01″W / 35.89444°N 91.08361°W，而該地的平均海拔高度為77米（即253英尺）。

## 人口
根據2020年美國人口普查的數據，艾麗西亞的面積為1.12平方千米，皆為陸地。當地共有人口143人，而人口密度為每平方千米127人。